# David Bailly
David Bailly (Leida, 1584 – Leida, 1657) è stato un pittore olandese.

## Biografia
Nacque a Leida in una famiglia di immigrati fiamminghi il cui padre Peter Bailly era calligrafo e maestro di scherma. Come disegnatore fu allievo di suo padre e dell'incisore Jacques de Gheyn.
David Bailly fece apprendistato con un chirurgo-pittore, tale Adriaan Verburg a Leida e quindi con Cornelius van der Voort (1576–1624), un ritrattista, ad Amsterdam. Secondo Houbraken, nell'inverno del 1608, Bailly intraprese il suo Grand Tour, recandosi a Francoforte sul Meno, Norimberga, Augusta, Amburgo, e attraverso il Tirolo giunse a Venezia e poi la lì a Roma. Sulla via del ritorno si fermò cinque mesi a Venezia, durante i quali lavorò come operaio qualificato quando riusciva a trovar lavoro, prima di attraversare nuovamente le Alpi nel 1609. Nel viaggio di ritorno, Bailly prestò la sua opera al servizio di numerosi principi tedeschi come il duca di Brunswick.
Dopo il ritorno in Olanda nel 1613, Bailly divenne un pittore di nature morte e ritrattista, eseguendo il suo autoritratto e ritratti di professori ed allievi dell'Università di Leida. Egli è noto per aver realizzato numerosi dipinti raffiguranti le vanità e caducità di questa vita, con simboli effimeri come fiori e candele.
Bailly ha insegnato ai suoi nipoti Harmen e Pieter Steenwijck.